# Zemský okres Cham
Zemský okres Cham (německy Landkreis Cham) je okresem v bavorském vládním obvodě Horní Falc. Jeho centrem je město Cham (česky Kouba). Sousedí s Českou republikou.

## Historie
První písemná zmínka o tomto okresu pochází z roku 748, kdy řezenský biskup nařídil postavit klášter v tomto řídce osídleném kraji. O sto let později byl v Chamu postaven královský hrad, který se stal letním sídlem císaře Svaté říše římské. Oblast se nazývala Campriche nebo Mark Cham. Roku 1204 byla začleněna do Bavorska.

## Města a obce
| Města | Obce |
| --- | --- |
| 1. Bad Kötzting 2. Cham 3. Furth im Wald 4. Roding 5. Rötz 6. Waldmünchen Obce s tržním právem ( Markt ) 1. Eschlkam 2. Falkenstein 3. Lam 4. Neukirchen beim Heiligen Blut 5. Stamsried | 1. Arnschwang 2. Arrach 3. Blaibach 4. Chamerau 5. Gleissenberg 6. Grafenwiesen 7. Hohenwarth 8. Lohberg 9. Michelsneukirchen 10. Miltach 11. Pemfling 12. Pösing 13. Reichenbach 14. Rettenbach 15. Rimbach 16. Runding 17. Schönthall 18. Schorndorf 19. Tiefenbach 20. Traitsching 21. Treffelstein 22. Waffenbrunn 23. Wald 24. Walderbach 25. Weiding 26. Willmering 27. Zandt 28. Zell |

## Sousední okresy
| Růžice kompasu | Schwandorf        |                 |       | Růžice kompasu |
| Růžice kompasu | Sever             |                 |       | Růžice kompasu |
| Růžice kompasu | Zemský okres Cham |                 |       | Růžice kompasu |
| Růžice kompasu | Jih               |                 |       | Růžice kompasu |
| Růžice kompasu | Řezno             | Straubing-Bogen | Regen | Růžice kompasu |